# Hiatus sacré
Le hiatus sacré (ou échancrure sacrée ou hiatus sacro-coccygien) est une échancrure formée par la divergence des cornes du sacrum à l’extrémité inférieure de la crête sacrale médiane.
Il est situé au niveau des deux dernières vertèbres sacrées et limite l'orifice inférieur du canal sacral.